# サン・ジョルジョ銀行

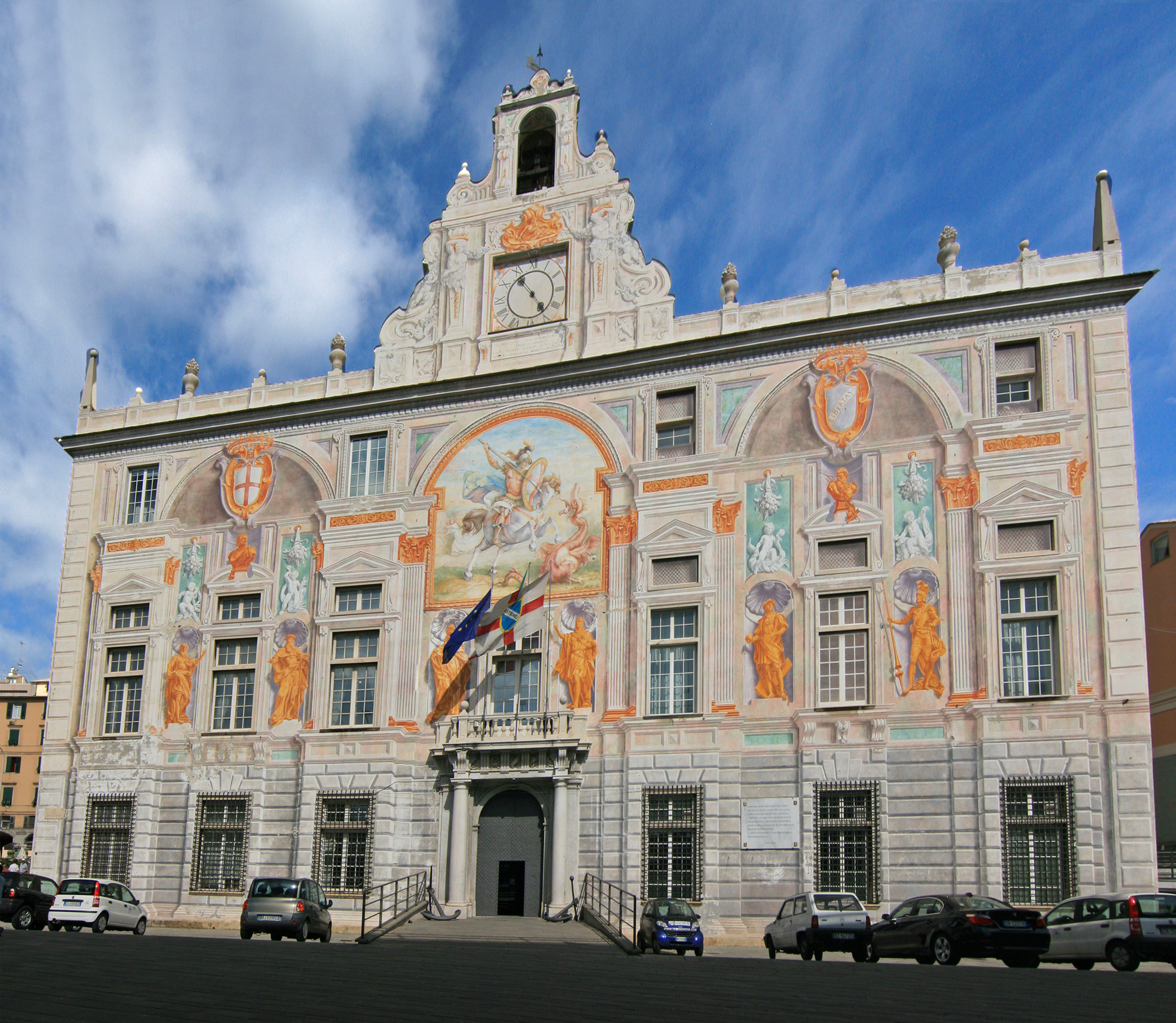
サン・ジョルジョ宮殿ファサード

サン・ジョルジョ銀行（イタリア語：Banco di San Giorgio, 英語：Bank of Saint George）はヨーロッパ最古の認可された銀行である。1148年に創立され、ジェノヴァ共和国の財政を一手に引受けた。教会大分裂時代の1407年にフランスの干渉を受けて社名を変更している。預金供託金庫のモデルとなった。
ジェノヴァに対する同行の支配権は「ヴェネツィア人よりも記憶に値する共和国」の創造を可能にするとニッコロ・マキャヴェッリが称えている。

## 組織
本店はジェノヴァ初代ドージェ、シモーネ・ボッカネグラの叔父グリエルモ・ボッカネグラの指示で13世紀に建てられたサン・ジョルジョ宮殿にあった。
モナコのグリマルディ家を含むジェノヴァの著名な家族のいくつかが、この銀行の設立と統治に関わった。
サン・ジョルジョ銀行はその資金と直接投資を管理した4人のコンスルによって治められた。共和国の有力な寡頭統治者たちはしばしば同行の要職を兼ねたので、銀行と共和国それぞれの影響力を区別するのは困難がつきまとった。
サン・ジョルジョ銀行は設立当初から国に対し短期の当座貸越を与えていた。現金不足をしのぐために1408年から一般預金を受け入れだしたが裏目に出た。15世紀前半、銀貨の相対的下落に伴いフローリン金貨が値上がりし続けた。銀行は膨大な損失を蒙り、何度も取り付けに遭い、公債利子の現金払いすら難しくなった。この歴史を反省して、1539年にはスクード金貨のみを扱う5種金貨建て口座を、1606年にはジェノヴァの銀スクード貨建ての口座とスペインのレアル貨建ての口座を新設した。これは1604年にリヨンで為替相場を統一したことにともなう措置である。

## 事業

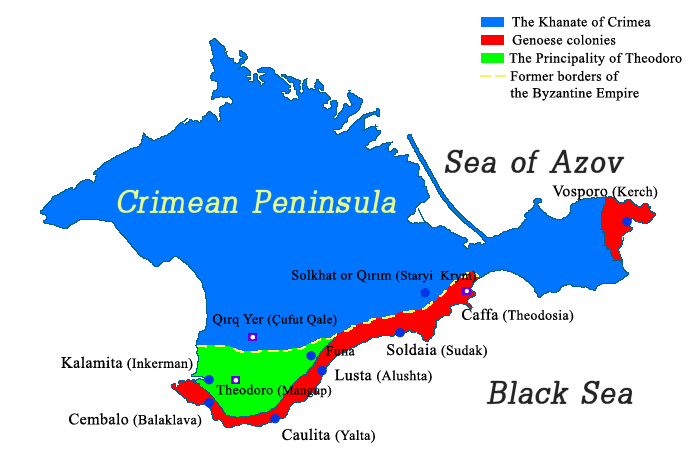
15世紀中頃のクリミア半島。ジェノヴァ領は赤く示されている（青色はクリミア・ハン国、緑色はテオドロ公国）。

ジェノヴァの海外領土のほとんどは直接または間接にサン・ジョルジョ銀行が治めていた。15世紀を通して、共和国はその領土の大部分を段階的に同行の支配から取り戻した。しかし1453年、コルシカ、ガツァリア（クリミアと黒海周辺にあったジェノヴァ植民地）及びいくつかの領地の統治を同行の幹部たちに委ねた。タマン半島はギソルフィ家の支配下にとどまったが、一方でその君主の一族は同行の監督下にあった。
15世紀から16世紀にわたり、同行はヨーロッパ中で多くの者に巨額を貸し出した。クリストファー・コロンブスはその代表的事例である。フェルナンド2世とイサベル1世のカトリック両王も同行に口座を持った。神聖ローマのカルロス1世も治世のほとんどを、同行から多額を借り入れてやりくりした。
16世紀後半からポルトガルやスペインの貿易事業も融資を受けており、17世紀には海洋貿易に深く関わり、オランダ東インド会社やイギリス東インド会社などと競争した。これには当時の日本とのいわゆる「南蛮貿易」も含まれる。
ナポレオンのイタリア遠征後、フランス銀行を中央銀行とするため、1805年にサン・ジョルジョ銀行は閉鎖された。

## 参照

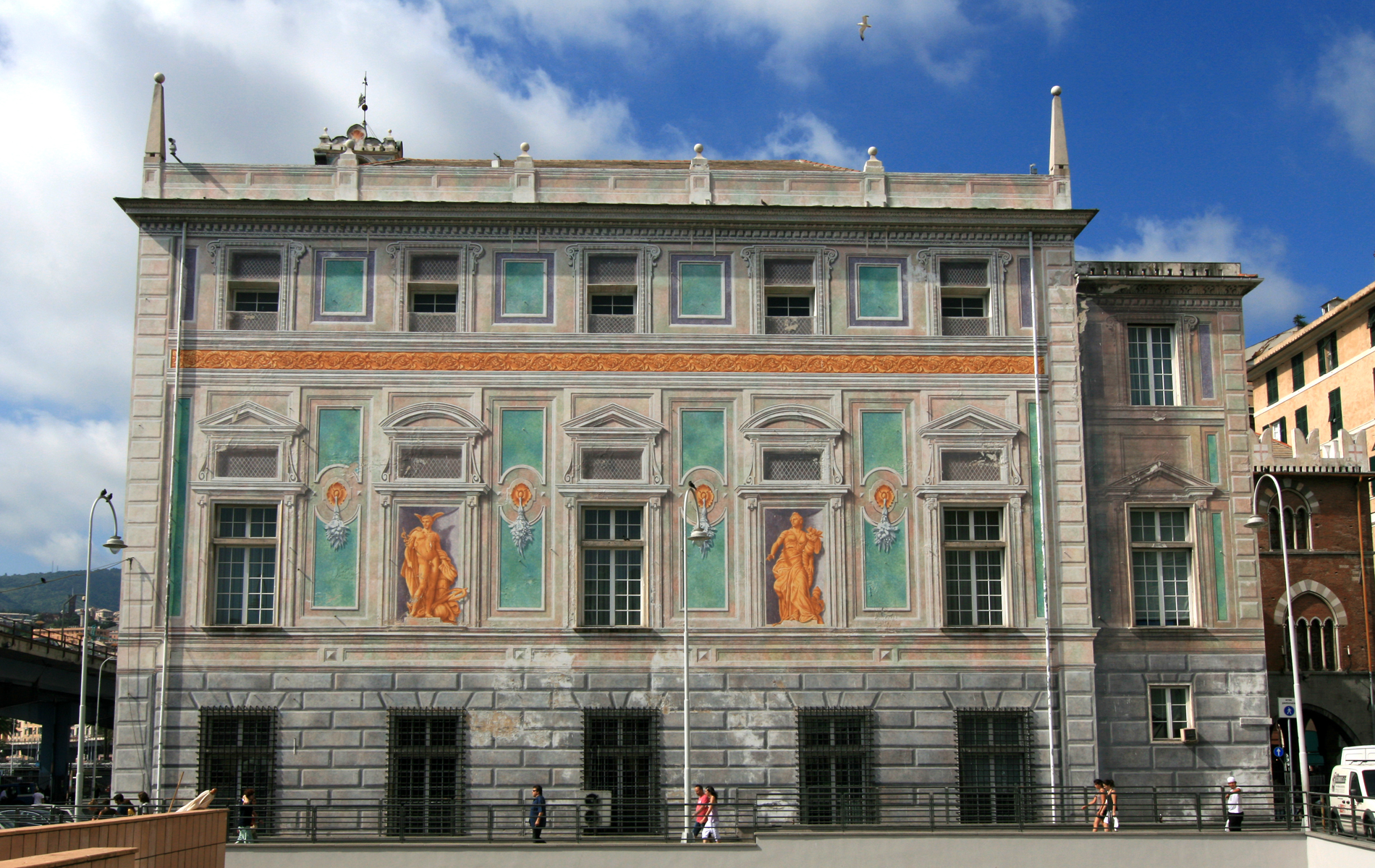
サン・ジョルジョ宮殿南側

- Gevurtz, Franklin A. "The Historical and Political Origins of the Corporate Board of Directors." The Berkeley Electronic Press, 2004.
- Kirk, Thomas A. (2005). Genoa and the Sea: Policy and Power in an Early Modern Maritime Republic, 1559-1684. The Johns Hopkins University Studies in Historical and Political Science. Baltimore, MD: Johns Hopkins Univ. Press. ISBN 0801880831
- Tai, Emily (2004). “Restitution and the Definition of a Pirate: The Case of Sologrus de Nigro”. Mediterranean Historical Review 19 (2):  34–70. doi:10.1080/0951896052000336436.